# Robert Tewsley
Robert Tewsley (* 1972 in Leicester) ist ein englischer Balletttänzer.

## Leben und Wirken
Robert Tewsley wurde an der Royal Ballet School in London ausgebildet. Sein erstes Engagement trat er 1990 am National Ballet of Canada an, wo er 1993 zum Solisten und 1994 zum ersten Solisten ernannt wurde. 1996 schloss er sich als erster Solist dem Stuttgarter Ballett an, im Herbst 2002 wurde er erster Solist beim Londoner Royal Ballet. Im November 2002 ging er als erster Solist ans New York City Ballet.
Inzwischen ist Robert Tewsley freischaffender Tänzer, der regelmäßig in aller Welt gastiert, unter anderem in New York, London, Stuttgart, Hamburg, München, Berlin, Wien, Rom, Mailand, Neapel, Toulouse, Birmingham, Kopenhagen, Moskau, Sankt Petersburg, Toronto, Chicago, Santiago de Chile, Sydney, Tokio, Taipeh, Seoul.
2002 wurde er vom Europäischen Tanzmagazin Dance Europe zum Tänzer des Jahres gewählt. 2006 kreierte Christian Spuck für Marcia Haydée und ihn einen Pas de Deux für den Film Penelope von Andreas Morell und Christian Spuck, in Zusammenarbeit mit dem deutsch-französischen Fernsehsender ARTE.

## Repertoire
Robert Tewsleys Repertoire umfasst Haupt- und Solorollen unter anderem in Schwanensee, Romeo und Julia, Giselle, Dornröschen, Der Nussknacker, Onegin, Kameliendame, Manon, Mayerling, La Sylphide, Raymonda, Le Corsaire, Paquita, Coppélia, Cinderella, Edward II, Cyrano, Die Fledermaus, The Dream, Apollo, Lied von der Erde, Le sacre du printemps, Pierrot Lunaire, Tschaikowsky Pas de Deux, Theme and Variations, Strawinski Violinkonzert, Sommernachtstraum, Afternoon of a Faun, Initialen R.B.M.E., Poème de l’Extase, Les Sylphides, In the Middle Somewhat Elevated, The Vertiginous Thrill of Exactitude, A Month in the Country, Daphnis and Chloe, Vergessenes Land, 5 Tangos, Carmen.
Zahlreiche Hauptrollen und Soli wurden für Robert Tewsley kreiert, unter anderem in Musagète (Boris Eifman), Kazimir’s Colours (Mauro Bigonzetti), Landschaft und Erinnerung (David Bintley), Oracle (Glen Tetley), Exilium (Jean Grand-Maître), Todo Buenos Aires (Peter Martins), Dido und Aeneas (Wayne McGregor), The Actress (James Kudelka), Curtain of Hands (Douglas Lee), Amores 1, dos amores, Das siebte Blau, Le Grand Pas de Deux, Carlotta’s Portrait (Christian Spuck).

## Bibliografie
Ein zweisprachig deutsch-englisches Photobuch „Robert Tewsley: Tanz über alle Grenzen“ mit einer Biographie, einem Rollenverzeichnis und einem Vorwort von Horst Koegler ist im Herbst 2011 beim Würzburger Verlag Koenigshausen & Neumann erschienen.